# Cardiopelma mascatum
Cardiopelma mascatum là một loài nhện trong họ Theraphosidae.
Loài này thuộc chi Cardiopelma. Cardiopelma mascatum được miêu tả năm 1999 bởi Vol.